# Adrianus Simonis

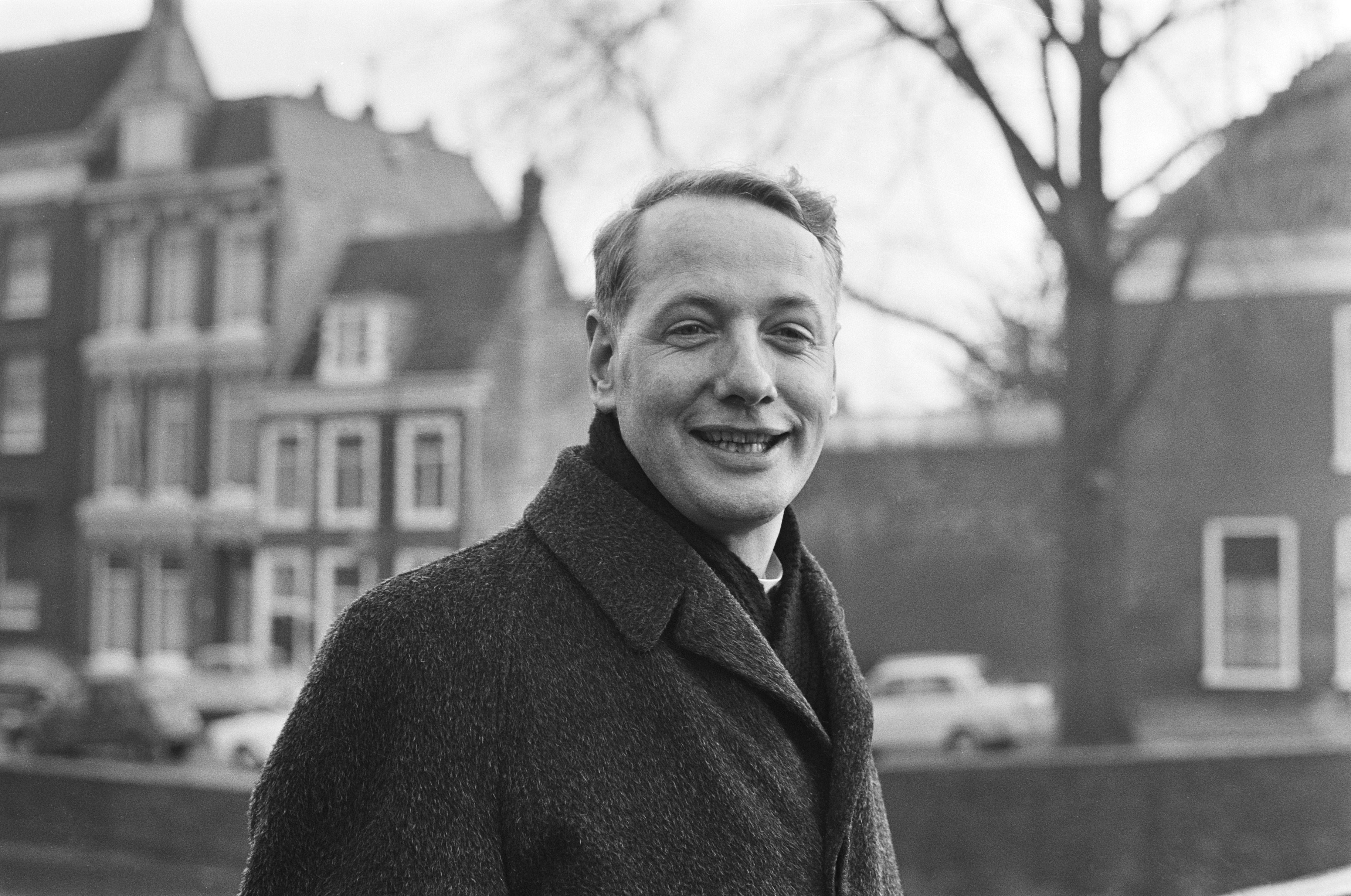
Simonis in 1971

Adrianus Johannes (Ad) Simonis (Lisse, 26 november 1931 – Sassenheim, 2 september 2020) was een Nederlandse kardinaal, bisschop van Rotterdam, aartsbisschop van Utrecht en metropoliet van de Nederlandse rooms-katholieke kerkprovincie.

## Biografie

### Jeugd en opleiding
Simonis kwam uit een gezin van elf kinderen, van wie hij het tweede kind en de oudste zoon was. Zijn vader was tandarts. Hij studeerde voor het priesterschap aan de seminaries van Hageveld en Warmond. Hij werd tot priester gewijd (van het bisdom Rotterdam) op 15 juni 1957. Hij werd vervolgens kapelaan in Waddinxveen. Daarna werd hij naar Rome gestuurd voor verdere studie. Aan het Angelicum behaalde hij binnen een jaar zijn licentiaat in de theologie. Vervolgens promoveerde hij er aan het Pauselijk Bijbelinstituut op een proefschrift over de parabel van de Goede Herder uit het Evangelie volgens Johannes.
Daarna keerde hij, in de verwachting seminarieprofessor te worden, terug naar Nederland. De Rotterdamse bisschop Martinus Jansen besliste evenwel anders en stelde Simonis opnieuw aan als kapelaan, ditmaal bij de parochie van het Heilig Sacrament aan de Sportlaan in de Vogelwijk in Den Haag. In die hoedanigheid nam hij deel aan de derde, vierde en zesde zitting van het tussen 1966 tot 1970 gehouden Pastoraal Concilie van de Nederlandse Kerkprovincie. Hij behoorde daarbij tot de critici die vonden dat "de grondvragen onvoldoende aan de orde kwamen, dat de vertegenwoordiging niet klopte en dat het bij de ontwerprapporten was gebleven." 
In 1969 werd Simonis benoemd tot kanunnik van het kathedraal kapittel van Rotterdam.

### Bisschop van Rotterdam
Op 29 december 1970 werd hij benoemd tot bisschop van Rotterdam en op 20 maart 1971 bisschop gewijd door kardinaal Alfrink, waarbij de monseigneurs Moors en Bluyssen optraden als medewijdende bisschoppen.
De benoeming tot bisschop van kapelaan Simonis, die mede door zijn optreden op het Pastoraal Concilie als behoudend gold, was in Nederland van meet af aan omstreden. Vanaf het herstel van de bisschoppelijke hiërarchie van de Nederlandse rooms-katholieke kerk in 1853 was de gewoonte ontstaan dat de kapittels van de Nederlandse bisdommen van Rome een voordracht van drie namen (een zogenaamde terna) konden doen aan de paus. Simonis figureerde niet op de terna. Zijn benoeming was mede daarom dan ook tegen de zin van kardinaal Alfrink. Dit had alles te maken met de eigen weg die de katholieke kerk in Nederland in de jaren zestig was ingeslagen onder leiding van de toenmalige kardinaal Alfrink. De veranderingen hadden onder meer te maken met inspraak voor de gelovigen, geboortebeperking en het verplichte priestercelibaat. Nadat paus Johannes XXIII in 1963 overleed en werd opgevolgd door paus Paulus VI, voelde het Vaticaan de behoefte het gematigd progressieve Nederlands bisschoppelijk college, dat allerlei radicale veranderingen had toegelaten en bepleit, op de vingers te tikken. Al waren er in die roerige tijden meer opstandige kerkprovincies in Europa, de Nederlandse was slagvaardig vanwege de eensgezindheid binnen de eigen bisschoppenconferentie. Die eensgezindheid werd met de benoeming van Simonis door Rome gebroken. Kardinaal Alfrink liet zich, volgens kerkhistoricus Ton van Schaik, naar aanleiding van deze benoeming ontvallen: "Een bisschop behoort er te zijn voor de hele kudde, niet slechts voor het conservatieve deel ervan." Daarbij kwam dat Simonis op zijn eerste persconferentie na zijn benoeming meteen kritiek uitte op de Nederlandse bisschoppenconferentie. Hij zei: "Het Bisschoppencollege geeft te weinig leiding en is wat al te permissief te werk gegaan". Dat was voor de Nederlandse bisschoppen aanleiding om meteen met Simonis in gesprek te gaan. Tijdens de wijding van monseigneur Simonis stelde Alfrink dat door de benoeming van Simonis "de tegenstellingen binnen de kerkgemeenschap waren vergroot en dat herhaling tot iedere prijs moest worden voorkomen."

### Aartsbisschop en kardinaal

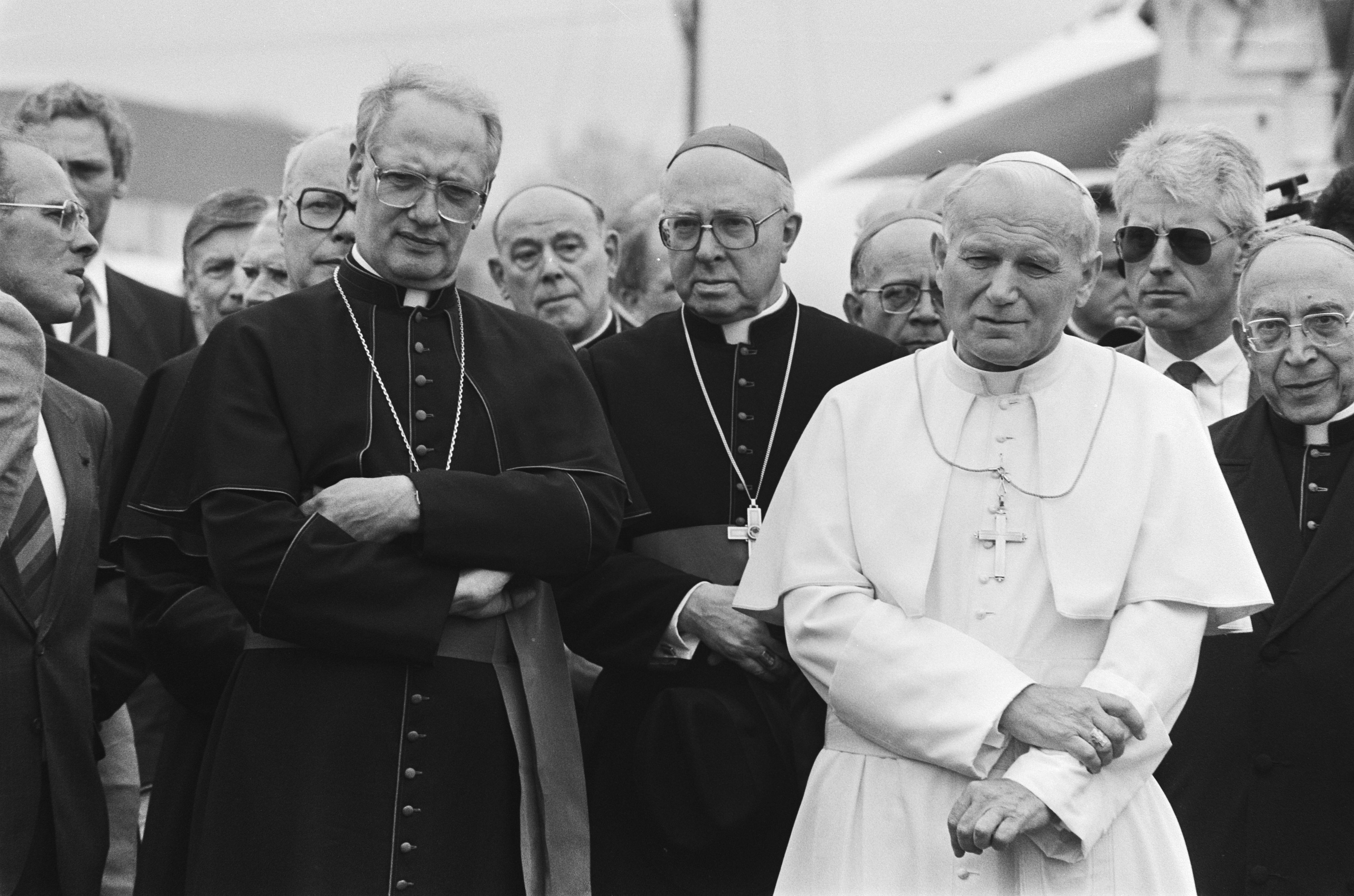
Simonis met paus Johannes Paulus II, tijdens zijn bezoek aan Nederland in 1985

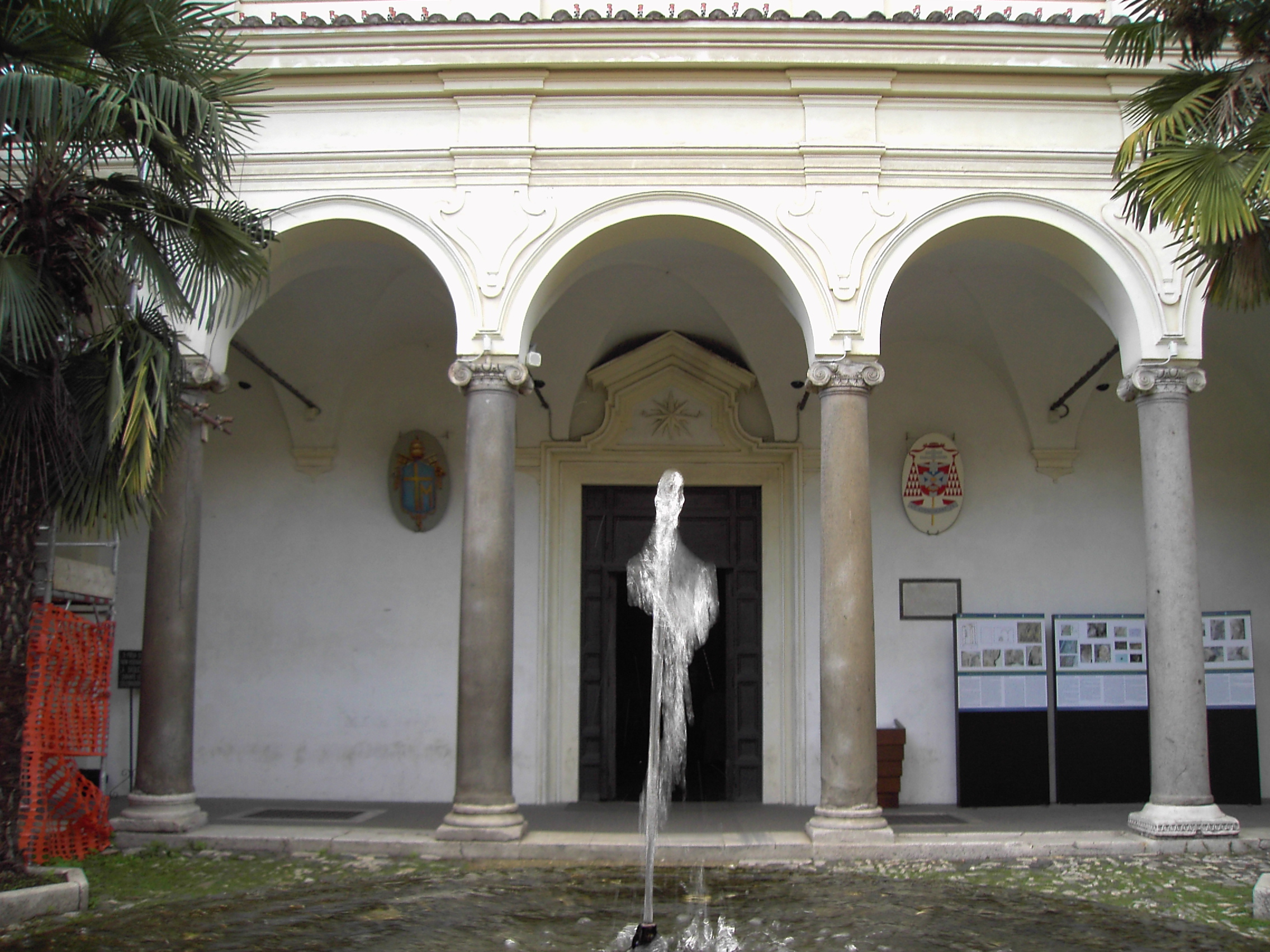
Ingang van de San Clementebasiliek, met rechts het wapen van kardinaal Simonis

Op 27 juni 1983 werd hij tot aartsbisschop-coadjutor van het aartsbisdom Utrecht benoemd, met recht van opvolging na kardinaal Johannes Willebrands, die zou terugkeren naar zijn post in Rome bij de Pauselijke Raad ter Bevordering van de Eenheid van de Christenen. Deze benoeming, die andermaal voorbijging aan de terna die door het Utrechts kapittel was opgesteld, ontlokte aan kardinaal Alfrink de verzuchting: "Ik hoop dat ik de dag mag beleven waarop de wijsheid van deze beslissing duidelijk wordt".
Op 3 december 1983 werd Simonis ook daadwerkelijk aartsbisschop van Utrecht. In Rotterdam werd hij opgevolgd door bisschop Bär, die tot dan toe hulpbisschop van Rotterdam was geweest. Als aartsbisschop van Utrecht was Simonis ook de metropoliet van de Nederlandse kerkprovincie, dus als enige Nederlandse bisschop gerechtigd het pallium te dragen. Traditiegetrouw was hij de voorzitter van de Nederlandse bisschoppenconferentie. Verder was hij grootkanselier van de theologische faculteit van de Radboud Universiteit Nijmegen.
Op 25 mei 1985 werd hij door paus Johannes Paulus II tot kardinaal-priester gecreëerd. Als titelkerk kreeg hij de basiliek van San Clemente toegewezen.
Tussen zijn voorganger Alfrink en Simonis heeft het bepaald niet altijd geboterd. Toen Simonis de al hoogbejaarde Alfrink van zijn benoeming op de hoogte bracht, scharrelde deze laatste niettemin, moeizaam ter been, naar achteren, viste zijn eigen rode kalotje uit een doos en overhandigde dat aan Simonis. Simonis noemde dat bij de viering van Alfrinks 100e geboortedag in Amersfoort een groots gebaar. Hij leidde de uitvaartplechtigheden van diezelfde Alfrink. Met kardinaal Kasper – president van de Pauselijke Raad ter Bevordering van de Eenheid van de Christenen – was hij hoofdcelebrant in de uitvaartliturgie van kardinaal Willebrands.
Hoewel Simonis in 1970 nog gold als conservatief, kwam dit in zijn beleid in het aartsbisdom Utrecht niet tot uitdrukking. Hij nam decennialang actief deel aan de jaarlijkse Meeting van Comunione e Liberazione, waar hij lezingen gaf in 1991, 1995 en 2001.
Na het overlijden van Johannes Paulus II in 2005 vertrok hij naar Rome om te concelebreren bij diens uitvaart. In het conclaaf daarna was hij de enige Nederlander die stemgerechtigd was bij de keuze van kardinaal Joseph Ratzinger tot paus Benedictus XVI.
Kardinaal Simonis was namens de bisschoppenconferentie aanwezig bij het huwelijk van de Nederlandse kroonprins Willem Alexander en Máxima Zorreguieta, evenals bij de staatsbegrafenissen van prins Claus, prinses Juliana en prins Bernhard van Lippe-Biesterfeld.

### Nadagen
In maart 2006 maakte hij bekend dat hij, geheel volgens de voorschriften van het Wetboek van Canoniek Recht, die zomer vanwege het bereiken van de 75-jarige leeftijd zijn ambt ter beschikking ging stellen. Op 13 november 2006 meldde de Volkskrant dat Simonis zijn ontslagbrief bij het Vaticaan (ofwel de Heilige Stoel) had ingediend. Op 14 april 2007 werd in Rome bekendgemaakt dat Benedictus XVI de aanvraag voor het ontslag van kardinaal Simonis had ingewilligd. De kardinaal functioneerde daarna als apostolisch administrator, met alle bevoegdheden van de diocesane bisschop, tot het moment waarop zijn opvolger, Mgr. Eijk, zijn plaats innam op de zetel van Utrecht.
In 2007 vierde hij zijn gouden priesterjubileum met een pontificale eucharistieviering in de Mariakerk in Apeldoorn - de kerk waar hij jaarlijks in de Goede Week de oliewijding in de zogeheten chrismamis opdroeg - en een viering van het mediapastoraat in de Sint-Nicolaasbasiliek in IJsselstein.

### Emeritaat

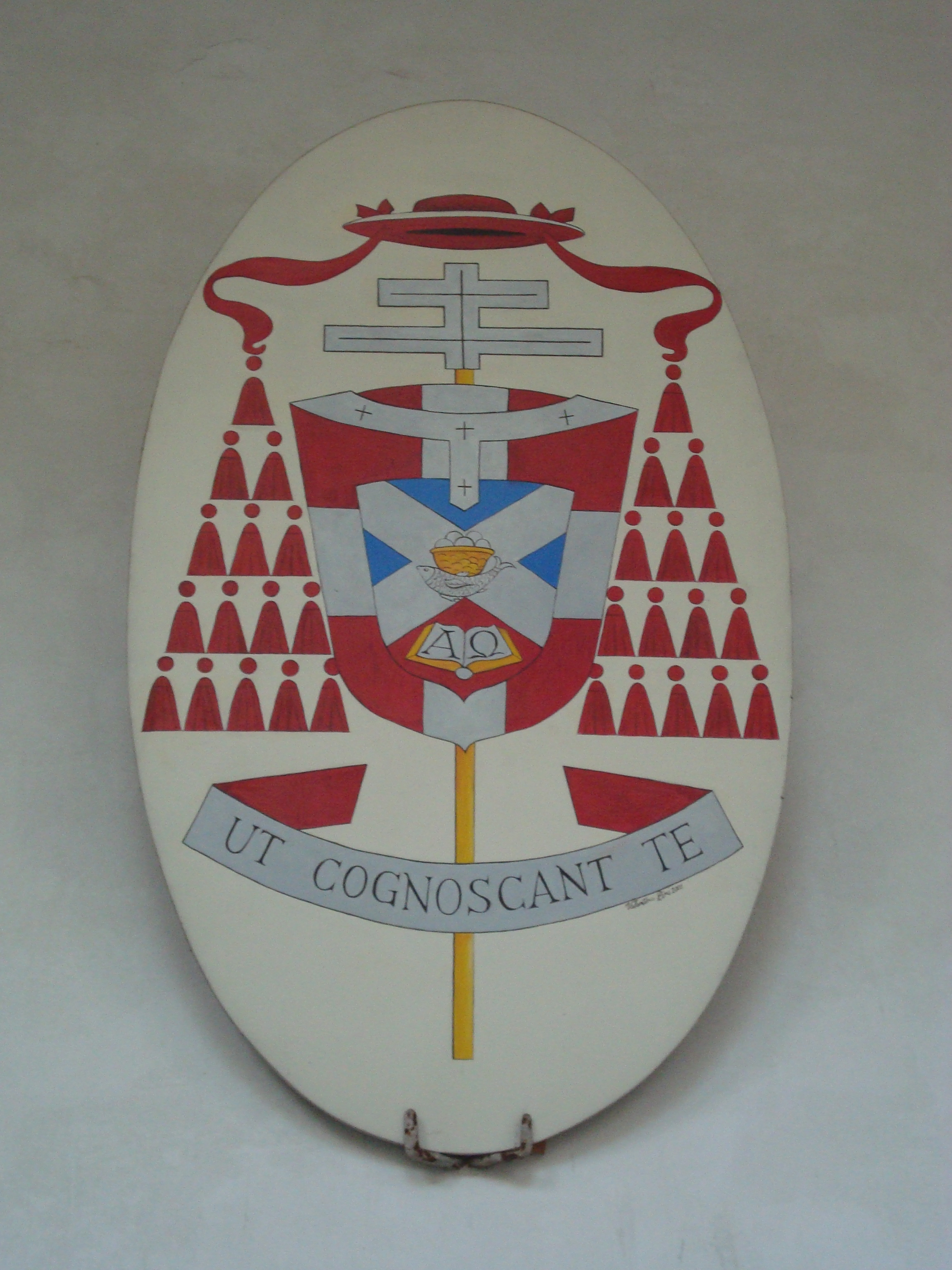
Wapen van kardinaal Simonis bij de basiliek van San Clemente, met de wapenspreuk Ut cognoscant te

Op 8 december 2007 nam Simonis afscheid als aartsbisschop van Utrecht en voorzitter van de Nederlandse bisschoppenconferentie tijdens een pontificale hoogmis in de Sint-Catharinakathedraal in Utrecht. Bij die gelegenheid werd hij benoemd tot Ridder Grootkruis in de Orde van Oranje-Nassau. Hij was al Ridder in de Orde van de Nederlandse Leeuw. De kardinaal kreeg deze hoge onderscheiding uitgereikt door CDA-minister Ernst Hirsch Ballin. Simonis werd op 7 december 2007 voor een afscheidsaudiëntie ontvangen door koningin Beatrix.
Hij werd op 26 januari 2008 als aartsbisschop opgevolgd door Wim Eijk.
Sinds zijn emeritaat tot 2014 was hij bewoner binnen de stichting Mariapoli Mariënkroon in Nieuwkuijk, onderdeel van de Focolarebeweging.
In 2010 kwam Simonis in opspraak vanwege een uitspraak die hij deed in het televisieprogramma Pauw en Witteman omtrent het seksueel misbruik van kinderen door rooms-katholieke priesters. Simonis gebruikte hierbij de zinsnede Wir haben es nicht gewusst, in de jaren na de Tweede Wereldoorlog een veel gebruikte uitleg wanneer Duitse burgers naar de Holocaust gevraagd werd. Onder meer CDA-minister Maxime Verhagen had publiekelijk kritiek op de uitspraak, die gezien wordt als een toppunt van schijnheiligheid. Enkele dagen na de televisieuitzending bekende Simonis dat zijn woorden "achteraf ongelukkig gekozen" waren. In weerwil van Simonis' verklaring dat hij van niets had geweten, bleek later dat hij in 1991 een priester in bescherming had genomen die veroordeeld was voor seksueel misbruik van minderjarigen. Simonis bezorgde hem een nieuwe baan, waar de priester opnieuw kinderen misbruikte. Simonis zei in een reactie hierop dat hij ervan uitgegaan was dat de priester therapie had gekregen, en dat er voldoende basis leek om hem een nieuwe benoeming te bezorgen. "Mocht nu blijken dat op grond van onvolledige informatie niet zorgvuldig genoeg gehandeld is, dan valt dat bijzonder te betreuren en moet dat alsnog hersteld worden." Ook in een artikel in de NRC in 2018 werd Simonis in enkele zaken nalatigheid verweten.
Op 26 november 2011 werd Simonis 80 jaar, een leeftijd waardoor op een conclaaf dat een nieuwe paus kiest stemgerechtigd vervalt. Daags erna vierde de kardinaal zijn verjaardag - en tevens zijn 40-jarig bisschopsjubileum - met een eucharistieviering in de Sint-Aloysiuskerk in Utrecht. Nadien was er een diner in restaurant Wilhelminapark met genodigden, onder wie de oud-premiers Ruud Lubbers en Dries van Agt, alsmede oud-minister Ernst Hirsch Ballin.
Als gevolg van een dijbeenbreuk verhuisde Simonis in 2015 naar een woonzorgcentrum in Voorhout.
Op 24 mei 2015 verzorgde hij tijdens een eucharistieviering in de kathedrale basiliek Sint Bavo in Haarlem de homilie ter gelegenheid van zijn 30-jarig jubileum als kardinaal.
Op 27 december 2015 vierde hij tijdens een plechtige hoogmis zijn 45-jarig bisschopsjubileum in de HH. Laurentius- en Elisabethkathedraal in Rotterdam, waarbij zijn vroegere hulpbisschop Mgr. Gerard de Korte, later bisschop van het bisdom 's-Hertogenbosch, en de bisschop van Rotterdam Mgr. Hans van den Hende concelebreerden.
Op 4 december 2016 vierde Simonis zijn 85e verjaardag met een pontificale eucharistieviering in de Sint-Janskathedraal. De kardinaal was zelf hoofdcelebrant. Mgr. Gerard De Korte, Mgr. Karel Kasteel, prof. Eduard Kimman en plebaan Geertjan Van Rossem concelebreerden. Na de eucharistieviering was er een lunch voor genodigden in het historische Zwanenbroedershuis.
Op 18 juni 2017 vierde Simonis zijn 60-jarig priesterjubileum met een viering in de Utrechtse Sint-Catharinakathedraal waarin onder anderen aartsbisschop Eijk en Joachim Meisner, emeritusaartsbisschop van Keulen, concelebreerden.

### Overlijden en nalatenschap
Adrianus Simonis overleed op 2 september 2020, enkele maanden voor zijn 50-jarig bisschopsjubileum, op 88-jarige leeftijd. Daags ervoor waren hem door Gerard de Korte de laatste sacramenten toegediend. Op zijn sterfdag werd Simonis bezocht door aartsbisschop Eijk. Deze kwam na het overlijden terug om samen met hulpbisschoppen Herman Woorts en Ted Hoogenboom voor Simonis te bidden.
Op 9 september werd de kist met het stoffelijk overschot overgebracht naar de Sint-Catharinakathedraal, waar gelegenheid tot afscheid werd geboden.
Op 10 september vond de requiemmis plaats in de Sint-Catharinakathedraal, gecelebreerd door kardinaal Eijk en geconcelebreerd door verscheidene bisschoppen. De predicatie werd gehouden door Gerard de Korte, de bisschop van Den Bosch. Kerkhistoricus Paul van Geest verzorgde een biografische herdenkingstoespraak. In verband met de coronacrisis konden maar 95 genodigden bij de uitvaart aanwezig zijn. De plechtigheid werd door KRO-NCRV op de televisie uitgezonden. De kardinaal werd vervolgens begraven op begraafplaats Sint Barbara, naast zijn voorganger kardinaal De Jong nabij diens opvolgers, de kardinalen Alfrink en Willebrands. Simonis had bij zijn leven laten vastleggen dat de grafsteen zou worden ontworpen door de benedictijnenfrater Leo Disch, die ook Willebrands' grafsteen ontwierp.
Het persoonlijk archief van Simonis waaronder de toegekende onderscheidingen dat werd beheerd door Van Geest, is in het najaar van 2020 overgedragen aan het Katholiek Documentatie Centrum.

## Wapenspreuk
De wapenspreuk van Simonis was Ut cognoscant te ("Opdat zij U kennen", naar Johannes 17).

## Werken (selectie)
- God: 'Iets' of 'Iemand'? (1986)
- Mijn God, mijn God... (Vastenbrief 1987)
- Op de adem van het leven - gedachten over het Onze Vader (1997)
- Godsverlangen (naar analogie van Thomas a Kempis) (2000)
- Een hart om te denken (2007)

## Onderscheidingen
- Ridder in de Orde van de Nederlandse Leeuw (1978)
- Commandeur in de Orde van Verdienste van de Republiek Polen (1999)
- Ridder Grootkruis Orde van Oranje-Nassau (2007)